# 阿傑隆
阿傑隆(阿拉伯语：‎是約旦的城鎮，位於該國西北部，是阿傑隆省的首府，距離首都安曼76公里，海拔高度793米，該城鎮有一處十二世紀城堡的遺址，2009年人口8,356。

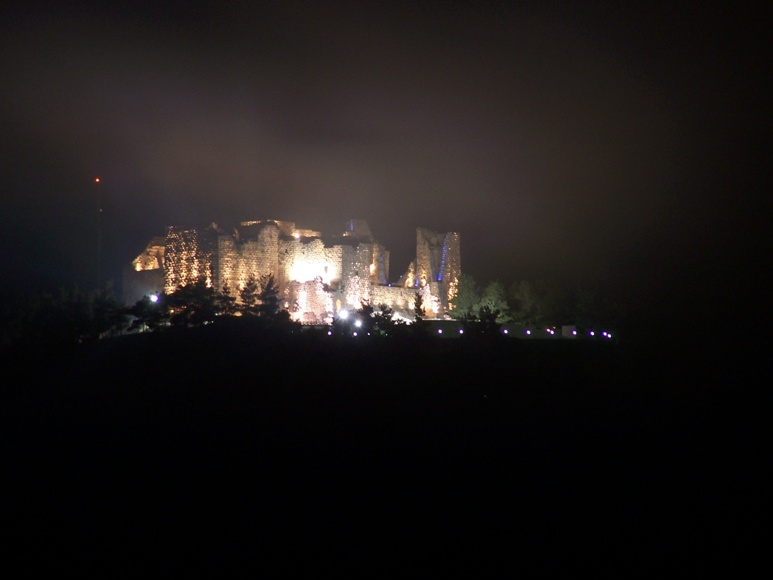

## 外部連結
- Lady of the Mountain Church
- shrine for Al-Khadir (St. George)
- Church of St Elijah （页面存档备份，存于）
- birthplace of the Prophet Elijah (at Listib) （页面存档备份，存于）
- The monastery （页面存档备份，存于）
- Jordan Tourism Board （页面存档备份，存于）
- http://www.anajordan.com/forum/viewforum.php?f=27 （页面存档备份，存于）

32°21′N 35°44′E / 32.350°N 35.733°E